# Dannebacken
Dannebacken är en stadsdel med omkring 1 700 invånare i Trollhättan, tre kilometer öster om Centrala staden.
Bebyggelsen är blandad och har tillkommit i olika omgångar, huvudsakligen från 1940-talet och fram till 1970-talet.
Stadens största idrottsplats, Edsborgs IP, ligger här.